# Central hidroeléctrica de Sigalda
La central hidroeléctrica de Sigalda (en islandés: Sigöldustöð) es una central hidroeléctrica situada en las Tierras Altas de Islandia, cerca de Sprengisandur, en el sur del país. La opera la empresa Landsvirkjun. Fue construida entre 1973 y 1977.

## Características
La central utiliza el desnivel del río Tungnaá. Un embalse de 925 m de anchura por 40 m de altura valla el curso del río, formando el lago Sigöldulón, también llamado Krókslón. El agua del lago realiza una caída de 74 m hasta unas tuberías forzadas, llegando a 3 turbinas de 50 MW cada una. Tras ello, el agua es conducida hasta el lago de la central hidroeléctrica de Hrauneyjafoss.